# 地下駅

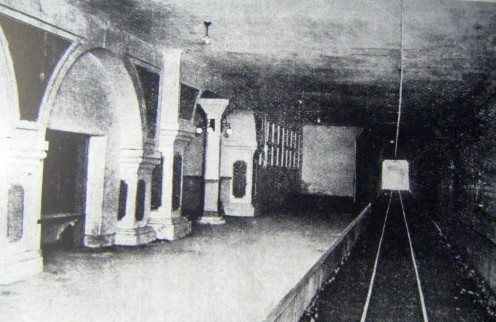
日本初の本格的な地下駅である宮城電気鉄道・仙台駅

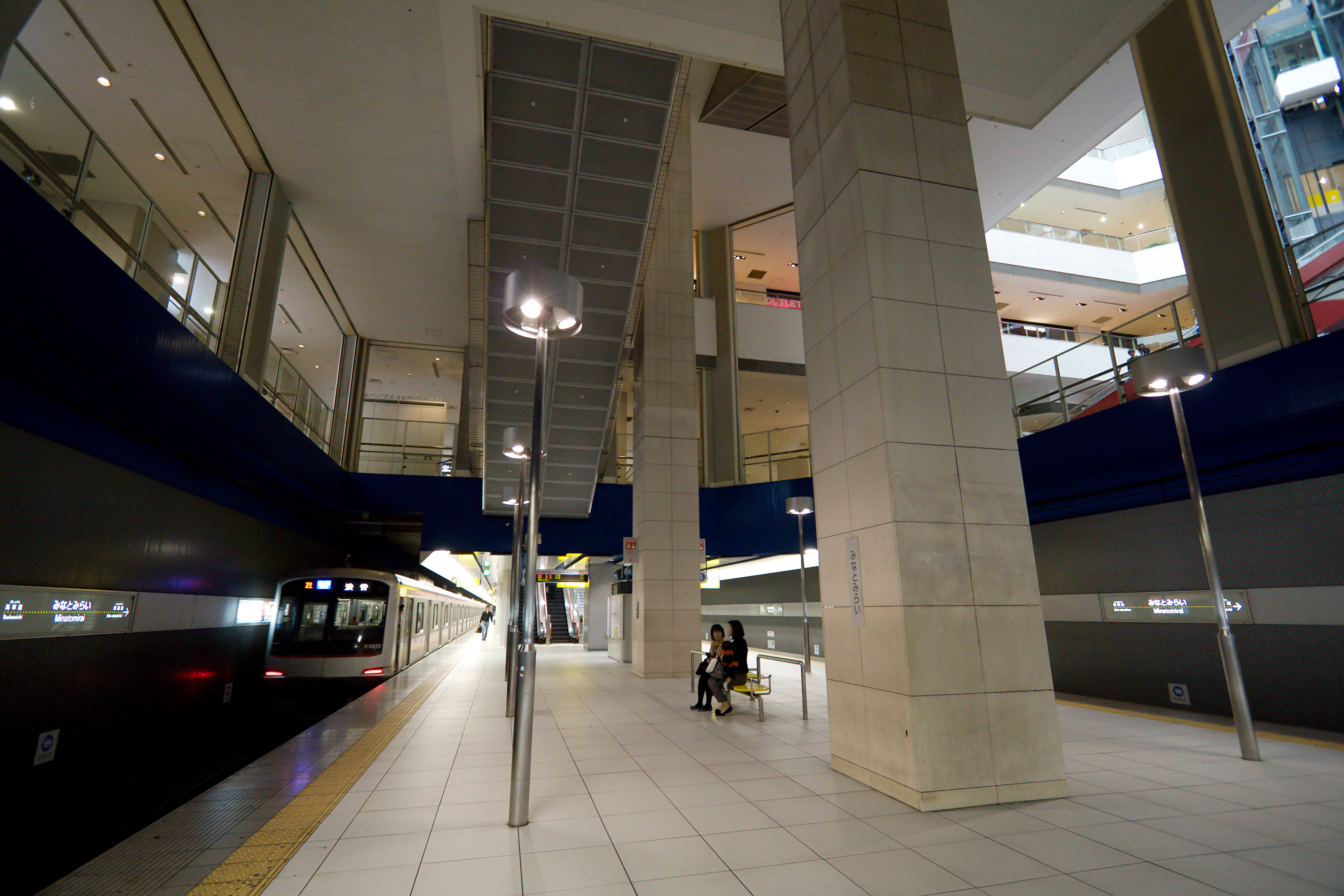
地下駅の例 (横浜高速鉄道みなとみらい線みなとみらい駅)

地下駅（ちかえき）は、プラットホームが地下に存在する鉄道駅のこと。高架駅や地上駅から地下化された路線や地下鉄の駅として用いられる。

## 特徴
地下に駅を開設することから、駅の規模に対して構造物が巨大になり建設費が非常に高くなるほか、開業後の維持費も多く掛かり、また災害の復旧にも手間が掛かるという難点がある。また、ホームの増設やホーム幅の拡張も困難である欠点も存在する。しかしその一方で駅舎を完全に地下化すれば地上の土地を占有することがないため、土地に余裕が無い大都市では路線そのものや路線の一部区間として駅の地下化が行われる。また日照の遮断も行わず、騒音源にもなりにくいため公害の抑制という意味では優位である。

## 配置

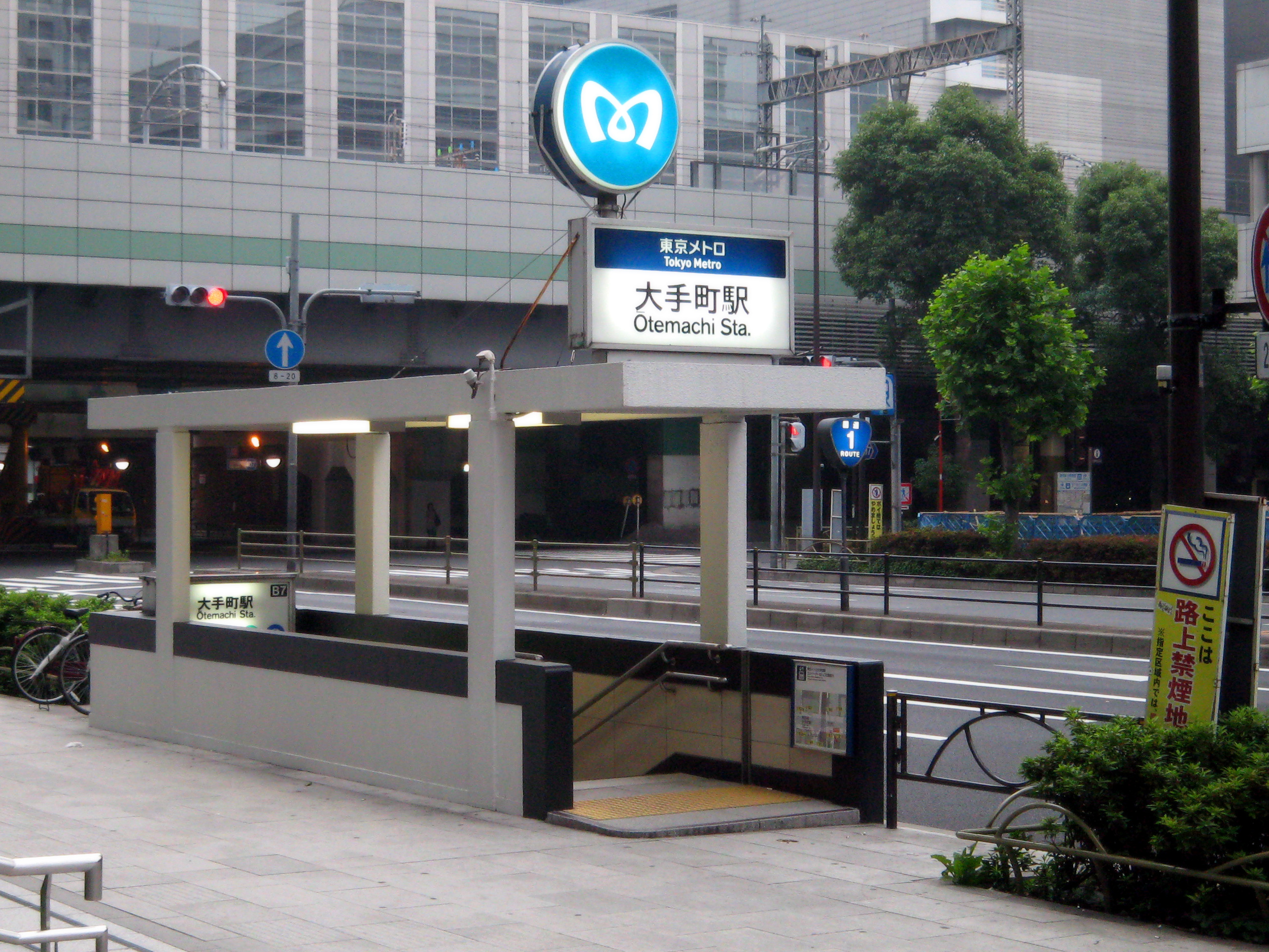
地下駅に設置される、地上への出口。(地下鉄大手町駅)

プラットホームのみならず改札機能や発券機能が地下の空間に配置される場合が多い。この場合、地上にある構造物は地下への連絡口に留まる。地下同一階に機能を配置すると莫大な面積を必要とすることになるため、多くの場合は複層構造となっている。複層構造であれば、地下街との連結も容易になり、地下の機能を高められる。その反面、多くの昇降を必要とするため乗車までの物理的な距離が長くなる。
なお、プラットホームのみ地下とし、駅舎は地上にある場合もある。さらに駅をトンネル出口付近に設置したためにプラットホーム末端が地上に露出している場合もある。この場合は地下駅より掘割駅（後述）に近い性質を持つ。

## 建造物
地下駅の主な建築素材であるコンクリートは土中の水分に直接接触することで劣化が早まり、構造物としての寿命が地上にある場合に比べ短い。また、東京駅地下施設のように地下水脈に近い場合は常に排水を行わないと駅舎全体が水圧によって浮き上がってしまう心配もある。経年に対応する大規模な改修や修繕が難しく、地上の施設に比べてより多くのコストが掛かる。コンクリートの劣化を防ぐ最大の方法としては水脈よりも深い地下に建設することであるが、高い技術が必要であったり、駅そのものが地下深くになりアクセスが悪くなる、また時には建設時に水脈を破壊しかねないため、難しい。
さらに、廃駅にする場合、地下空間を空洞にしたまま放置することは危険であるが、建造物を破壊してから埋立てることは困難を極めることも問題になっている。そのため建造物をそのままにした状態で土砂等で埋立てるか、建造物を定期的に点検・補修しながら資材置場や避難通路として再利用（例:京成本線博物館動物園駅）することが行われる場合がある。
それ故に地下駅は用途廃止後にも膨大なコストが掛かるという欠点をも持つ。

### 工法
地下駅の工法は地上駅や高架駅とは異なり、開削工法やシールド工法が用いられる。また、地上部の駅とは異なり、地下部では土と密接するため外壁にはタイルや塗装などの装飾はされず、耐水コンクリートなどの特に水に強い素材が用いられる。特に20世紀後半以降は鉄筋コンクリートが主流となり、使用されている。
建物としての基礎工事は開削工法であれば行われるが、そうでない場合、安定した堅い地盤に建設することが多い。しかし安定した堅い地盤が遠いと基礎工事が困難であるため、簡易な基礎で済まされることも多々ある。仮に駅に基礎工事が行われたとしても線路のトンネルは基礎工事は行われないため地盤が軟らかい場所や、地震が頻発する場所の地下駅は路線と駅との接続部分が経年での劣化が非常に早い。

## 掘割駅

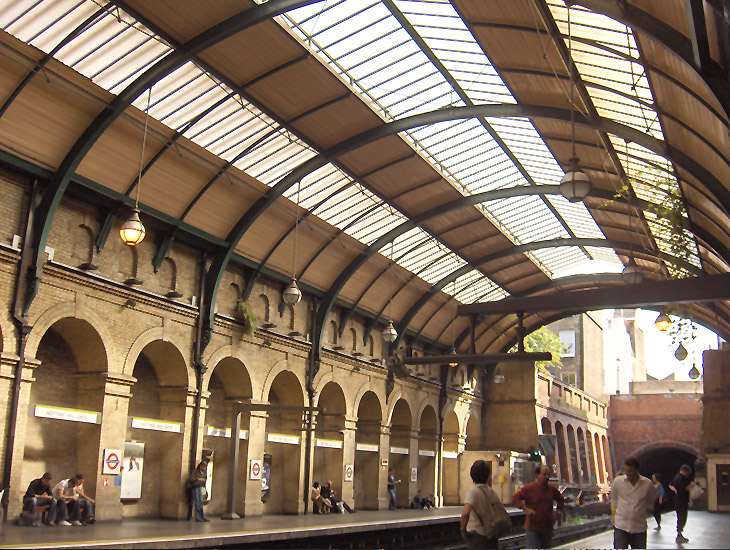
掘割駅の例 (ロンドン地下鉄ノッティング・ヒル・ゲート駅)

プラットホームが掘割内にある駅。地面を掘り下げた掘割内に線路を通してホームを設置したもので、地面よりも低い場所にホームが造られているが、ホーム・線路の上に蓋はされず、天井がない形態の駅である。広義には地下駅に含まれるが、掘割駅の場合には駅舎が掘割の脇の地上に設置されたり、掘割の上に蓋をして地面と同じ高さに設置されたりすることが多いため、地上駅とされる場合もある。
世界初の地下鉄であるロンドン地下鉄においては、当初蒸気機関車で運行していたことから、排煙のために駅を掘割にしていた。サークル線など、古い路線では現在も掘割内にある駅が多く見られる。英語では「sub-surface platform」などと記される。

## シェルター
地下構造に着目されて、空爆などの有事のシェルター（広義の防空壕）としての機能を有する駅もある。
第二次世界大戦時にはモスクワ地下鉄の駅舎などが活用された。戦後は大深度駅を中心に核兵器の使用下を想定した駅も見られるようになった。
日本では、2004年に施行された武力攻撃事態等における国民の保護のための措置に関する法律（国民保護法）において地下駅舎も有事の際の避難施設の指定されることとなっている。権限は都道府県知事などにあり指定は進まなかったが、2022年ロシアのウクライナ侵攻が始まると大阪メトロなどを中心に300を超える地下駅舎が避難施設として指定されることとなった。